# Ечка
Ечка (рум. Ecica, мађ. Écska или Német-Écska) је насеље града Зрењанина у Средњобанатском управном округу. Према попису из 2022. било је 3406 становника.
Овде се налази Иконостас и тронови румунске православне цркве у Ечки као споменик културе. Овде се одржава Уметничка колонија Ечка.

## Историја
Историја Ечке и целе околине, као и положај, јасно говоре да су и у давној историјској прошлости на овим просторима постојали максимални услови за стални боравак и живот људи. На основу овога намеће се закључак да су ово подручје насељавали људи још почетком нове ере. У прилог овоме говоре и бројни археолошки локалитети који се налазе у атарима Мужље, Ботоша, Зрењанина, Перлеза и слично. Доказано је да су на територији Ечке и њене околине још пре нове ере живела илирска, сарматска, дачанска и друга племена. Такође је научно доказано да је крајем III па до средине IV века живело бројно сарматско племе Роксалани. До сада се не располаже доказима да је на месту данашњег села, научно потврђеним, постојало пре почетка XVII века неко стално људско насеље. На основу досадашњих истраживања установљено је да се на једној карти југозападног Баната из 1553. године помињу од сталних насеља само Бечкерек, Перлез, Јанков Мост и Сарча.
Ово говори да Ечка у то време није постојала. Када су 1718. године на основу Пожаревачког мира Турци протерани из ових крајева Баната настаје већи број нових села, а ни међу тим ново насталим селима не помиње се Ечка. Ова два податка говоре да је она највероватније настала у XVII веку. О овоме говори и историјски спис, тј. декрет цара Карла III од 12. септембра 1718. године, којим Ечка и друга околна села улазе у састав Бечкеречког диштрикта. Ечка је 1764. године православна парохија у Бечкеречком протопрезвитерату. Аустријски царски ревизор Ерлер је 1774. године констатовао да место Ечка припада Тамишком округу, Бечкеречког дистрикта. Становништво је тада било српско.
Овде је некада било седиште властелинства грофова Лазар. Лазар Лукач, пореклом Јерменин из Ердеља, купио је 1781. године огромне поседе од бечког двора и био родоначелник породице која је пуних 160 године владала Ечком. Њихов дворац "Каштел", подигнут у енглеском стилу, постао је центар друштвеног живота већи и од самог Бечкерека.
Према предању на широкој Панонској равници током својих похода на Римско царство своје шаторе је управо овде распростро Атила Хунски, познат у историји као Бич Божији. Име Ечке се везује за име његове жене, а према неким легендама и према имену ћерке која је на овом месту у раној младости преминула.
О пореклу назива места нема тачних података. Постоје само легенде. Једна од тих легенди каже да је место добило име по имену жене хунског вође Атиле, званог „Бич божији“. Друга, веома слична, легенда каже да је у том истом хунском логору, умрла Атилина ћерка Ечка од грознице те да је ожалошћени отац целом крају дао њено име.
Постоје и друга тумачења која се темеље на латинским речима које означавају појмове: речна окука (меандра) и мост, као и румунској речи са значењем „ивер“. Мађарска властела, настојећи да спроведу мађаризацију у данашњој Војводини, мењала је немађарска имена насеља. Ово није мимоишло ни Ечку. Она је посебним декретом 1843. године добила мађарски назив Ечехида. Овај поступак је изазвао велико огорчење становништва румунске и српске народности, па је оно деценијама, пишући жалбе и шаљући делегације разни представницима власти, покушало да селу врати назив. Пошто је све било узалуд Румуни и Срби су 2. маја 1911. године изабрали трочлану делегацију и послала је у Будимпешту да од министра унутрашњих послова тражи да се селу врати стари назив Стара Ечка (Ечка — веке). Делегација је успешно извршила посао па је министарство унутрашњих послова својом наредбом од 16. јануара 1912. године селу вратила тако дуго тражени назив — Стара Ечка.
Насељавање села и његова старост губе се у маглама прошлости, што је уједно случај и са великим броје других војвођанских насеља. чињенице говоре да је оно настало у XII веку у време турске владавине, у време великих историјских догађаја који су се одигравали у овим крајевима Угарске. Аустријски цар Карл III 1716. године започиње колонизацију Баната, која је трајала скоро 140 година, и насељава га Швабама из Баварске, Немаца, Румуна, Французиа, Бугара и др. Потребно је напоменути да је у време колонизације у Банату, па и у Ечки, био настањен доста велики број Срба, који су у ове крајеве дошли у мањем делу средином XV века, а већином у време Велике сеобе Срба 1690. године под вођством патријарха Арсенија Чарнојевића.
Године 1773. у Ечки је пописано 139 домаћинстава, међу којима је пола Срба, а пола колонизованих Румуна (који стижу почев од 1758). Када село постаје део спахилука, Срби се у највећем броју исељавају 1783. године у околна граничарска села, највише у Ченту. Спахија Лукач је на место исељених Срба плански досељавао Румуне на свој посед из места Мацедоније (1772?). Остала је у Румунској Ечки (како се звала та општина) малобројна група српских верника окупљених око цркве. Када је 1797. године пописан православни клир у Ечки су била три свештеника. Пароси, духовник поп Христифор Симеоновић (рукоп. 1751), поп Николаје Теонић (1788) и ђакон Јован Симеоновић (1792) служили су се српским и румунским језиком.
Василије Димитријевић ечански трговац, помиње се 1829. године као трговац и претплатник једне српске књиге. Исте године и Јован Димитријевић трговац је купац књиге. Трговци из Ечке Василије и Јован Димитријевић су били претплатници календара "Сербска пчела" за 1831. годину. Василије Деметровић касир у Ечки, купио је српски калдар "Сербска пчела" за 1832. годину. Радован је био 1860. године кнез у Ечки.
По писању новина, десио се 11. априла 1858. године велики пожар у Ечки. Изгорело је 40 домова са свим стајама.
По угарском званичном попису из 1857. године у Румунској Ечки живело је 2587 становника. Од тога већину су чинили православни Румуни са 2240, а Срби са само 320 становника. По попису из 1867. године број Срба у Ечки је равно 300. Отворио је у Ечки 1887. године апотеку Милан Путић. По црквеном извору крајем 1891. године у Ечки је било следеће стање: једна православна црква, један свештеник, 216 Срба православаца, 38 брачних парова, 41 кућа, родило се те године 17, умрло седам, венчања су била два.
Немци католици истовремено чине хомогено насеље звано Немачка Ечка.
Почетком 1924. године у Ечки је дошло до сеобе становника. У новоосновано село које је добило назив Стајићево преселиле су се готово све српске породице, тако да их је у селу остало једва тридесетак. После ослобођења (1945) село је као и цела земља, почело нагло да се развија, тако да се од тог периода развило више него за све време свог постојања, што је довело до новог досељавања Срба у Ечку.

## Црквени живот и школство у Румунској Ечки
Православни верници, Срби и Румуни су били окупљени око цркве посвећене празнику Летњем Св. Николи у Румунској Ечки до 1874. године. Стара православна црква малих димензија, подигнута 1711. године, и данас постоји и припада Србима. Нова велика заједничка православна црква завршена је 1786. године, а иконостас у њој дело је иконописца из Бечкерека, Теодора Поповића. Ту цркву су као народ у већини, добили ечански православни Румуни. Заједничко је само православно гробље.
Православни парох у Ечки и купац једне српске књиге био је 1809. године поп Николај Меонић. Купци практичне српске књиге о пчеларству били су 1860. године Ечкани: поп Димитрије Мургулов, поп Мојсије Магдић учитељ и Павле Димитријевић трговац.
Од мађарске буне 1848. године почиње поред националног, и раздвајање у канонском црквеном погледу. Превласт румунских верника након масовног исељења Срба, условила је најпре двојезично богослужење - служено је у цркви наизменично на оба језика. Српски појци су у новој цркви седели у левој, а румунски у десној певници.
Деобна ствар за Румунима дошла је пред Српски црквено-народни сабор на решавање 1870. године, и то је питање покренула општина Ечка, тражећи да њена парохија буде изузета из Румунске епархије. Одвојили су се Срби и Румуни 1874. године, а након законите деобе, од 1877. године, постоји поред румунске као самосталне, и Српска православна црквена општина Ечка. Румунски православци су остали у већој новијој цркви, а Србима као малобројној групи је припала стара мала црква, наводно грађена 1711. године, судећи по уклесаном натпису на зиду. Ечанска српска црква је значајна због зографских икона у њој, дело браће Шербана и Недељка Поповића из 1744. године. Срби су добили једну парохијску сесију, а новац су определили за фонд из којег ће издржавати једног свештеника.
Двојица српских свештеника рођени Ечкани, у време деобе су се различито определила: Кирил Магдић (1812-1881) - првобитно као Кирил Магду, је прешао код Румуна, а Димитрије Мургуловић (1816-1880) - као син Симеона Мургуа (учитеља из Вршца) наставља рад у српској цркви, заједно са зетом Светозарем Теодоровићем. Поп Светозар Теодоровић је свештеник и српски учитељ у Ечки и 1907. године. Он је рођен 1855. године у Ковиљ-Сентивану, а завршио је гимназију и богословију у Карловцима 1878. године. На молбу оболелог попе Мургуловића, Темишварска конзисторија га је поставила прво за администратора 1879. године. Служио је 28 година у ечанској парохији, био члан епархијске конзисторије. Бавио се књижевношћу, писао дописе и чланке за српске листове. Мада су се подели и људски и законски до 1884. године није било међу Србима и Румунима свађе. Те године су Румуни добили још једног свештеника (другог), младог поп Петра Поповића из банатског Новог Села. Петровић је унео "злу крв" у Румунску Ечку, подстичући разлике и нетрпељивост према малобројним Србима. Године 1905. у Ечки нема школског здања српске вероисповедне школе, настава се изводи у парохијском дому. Учитељ је поп Светозар Теодоровић, а редовну наставу је пратило осморо деце, а пофторну седам ђака старијег узраста.
Поп Димитрије је имао два мушка потомка, од којих је Љуба био санитетски поручник у српској војсци (у Србији), а Ђура професор гимназије (у Русији). Школовање Љубино (медицинара) у Пешти стипендирао је Јарковчан, трговац Јаша Векецки, са својим зетом Кузманом Мунџићем из Великог Бечкерека. Ђура се јавља 1870. године као свршени богослов привремено у Неузини, претплатник једне Вукове књиге. Ђура Мургуловић (умро 1882. године) као питомац Српског црквено-народног сабора у Сремским Карловцима, завршио је кијевску Духовну академију и остао у Русији, где је предавао у Сумској великој гимназији. Био је стални дописник новосадске "Заставе" из Русије.
По српском извору из 1905. године наводи се да у Румунској Ечки, постоји српска православна црквена општина. Румунска Ечка је по статусу мала општина, у Великобечкеречком политичком срезу. Ту живи 2858 становника православаца претежно, у 508 домова. Срба је мало; има их 206 православних душа (или 7,2%) са 43 куће. Од српских јавних здања само је православна црква. На челу црквене општине је тада председник поп Светозар Теодоровић, перовођа Паја Сабовљев и старатељ Јоца Гађански. Парохијско ново српско звање је основано 1874. године, када су и српске црквене матрикуле заведене. То је била парохија најниже шесте платежне класе, са парохијским домом и парохијском земљишном сесијом од 30 кј земље. Црква је тада у добром стању, са ограђеном портом. Црквено-општински посед је износио 30 кј. земље.
Грб грофовске породице Лазар-Харнонкурт пред каштелом у Ечки
Развој Ечке почиње доласком грофа Лазара Лукача из Ердеља који на великом имању почетком 19. века подиже ловачки дворац Каштел. Године 1908. гроф Феликс Харнокурт из Ечке био је други на листи најбогатијих вирилаца Торонталске жупаније (иза грофа Чеконића) са пореском основицом 86784 круне. Каштел је мењао више власника до сада, и пропадао је у целини. Деценијама је таворио као ресторан са менијем, у којем су доминирали ловачки и риболовачки специјалитети. Бољи дани наступили су од скоро, када га је купио бизнисмен др Ступар, и претворио у елитни ловачки дворац-хотел.
Данас је Ечка типично равничарско банатско насеље са прелепим рестаурираним дворцем, Римокатоличком неороманском црквом (вредна уметничка дела фламанских сликара у унутрашњости), Румунска православна црква Грађена је у неокласицистичком стилу, у периоду 1844-1850. године. и малом Српском православном црквом Св. Николе. Ово је најстарији и најзначајнији објекат у селу је изграђен 1711. године.
која спада у најстарије у Војводини.
Каштел Ечка је грађен у стилу енглеских ловачких двораца. Дворац је подигла породица Лазар а на свечаном отварању дворца 29. августа 1820. свирао је чувени Франц Лист. Данас је ово старо здање потпуно реновирано и претворено у хотел.

## Демографија
У насељу Ечка живи 3638 пунолетних становника, а просечна старост становништва износи 39,5 година (38,0 код мушкараца и 41,0 код жена). У насељу има 1564 домаћинства, а просечан број чланова по домаћинству је 2,89.
Становништво у овом насељу веома је нехомогено, а у последња три пописа, примећен је пад у броју становника.
|  |

| Демографија | Демографија | Демографија |
| Година      | Становника  | Становника  |
| ----------- | ----------- | ----------- |
| 1948.       | 3.934       |             |
| 1953.       | 4.188       |             |
| 1961.       | 4.323       |             |
| 1971.       | 4.621       |             |
| 1981.       | 5.293       |             |
| 1991.       | 5.172       | 4.795       |
| 2002.       | 4.513       | 5.002       |
| 2011.       | 3.999       |             |

| Етнички састав према попису из 2002.‍ | Етнички састав према попису из 2002.‍ | Етнички састав према попису из 2002.‍ | Етнички састав према попису из 2002.‍ | Етнички састав према попису из 2002.‍ |
| ------------------------------------ | ------------------------------------ | ------------------------------------ | ------------------------------------ | ------------------------------------ |
|                                      |                                      |                                      |                                      |                                      |
| Срби                                 | Срби                                 |                                      | 2.466                                | 54,57%                               |
| Румуни                               | Румуни                               |                                      | 1.355                                | 30,13%                               |
| Мађари                               | Мађари                               |                                      | 187                                  | 4,24%                                |
| Југословени                          | Југословени                          |                                      | 112                                  | 2,64%                                |
| Роми                                 | Роми                                 |                                      | 79                                   | 1,79%                                |
| Црногорци                            | Црногорци                            |                                      | 14                                   | 0,41%                                |
| Хрвати                               | Хрвати                               |                                      | 11                                   | 0,27%                                |
| Бугари                               | Бугари                               |                                      | 11                                   | 0,22%                                |
| Словаци                              | Словаци                              |                                      | 10                                   | 0,17%                                |
| Немци                                | Немци                                |                                      | 8                                    | 0,15%                                |
| Македонци                            | Македонци                            |                                      | 5                                    | 0,10%                                |
| Муслимани                            | Муслимани                            |                                      | 3                                    | 0,06%                                |
| Словенци                             | Словенци                             |                                      | 2                                    | 0,04%                                |
| Украјинци                            | Украјинци                            |                                      | 1                                    | 0,03%                                |
| непознато                            | непознато                            |                                      | 65                                   | 1,35%                                |

| Година пописа     | 1948. | 1953. | 1961. | 1971. | 1981. | 1991. | 2002. |
| ----------------- | ----- | ----- | ----- | ----- | ----- | ----- | ----- |
| Број домаћинстава | 1.163 | 1.169 | 1.208 | 1.322 | 1.626 | 1.711 | 1.564 |

| Број чланова      | 1   | 2   | 3   | 4   | 5   | 6  | 7  | 8 | 9 | 10 и више | Просек |
| ----------------- | --- | --- | --- | --- | --- | -- | -- | - | - | --------- | ------ |
| Број домаћинстава | 330 | 394 | 297 | 343 | 118 | 55 | 17 | 4 | 2 | 4         | 2,89   |

| Пол    | Укупно | Неожењен/Неудата | Ожењен/Удата | Удовац/Удовица | Разведен/Разведена | Непознато |
| ------ | ------ | ---------------- | ------------ | -------------- | ------------------ | --------- |
| Мушки  | 1.864  | 554              | 1.130        | 93             | 79                 | 8         |
| Женски | 1.935  | 343              | 1.144        | 359            | 85                 | 4         |
| УКУПНО | 3.799  | 897              | 2.274        | 452            | 164                | 12        |

| Пол    | Укупно                    | Пољопривреда, лов и шумарство | Рибарство                            | Вађење руде и камена | Прерађивачка индустрија       |
| ------ | ------------------------- | ----------------------------- | ------------------------------------ | -------------------- | ----------------------------- |
| Мушки  | 874                       | 189                           | 9                                    | 11                   | 308                           |
| Женски | 520                       | 103                           | 9                                    | 2                    | 138                           |
| УКУПНО | 1.394                     | 292                           | 18                                   | 13                   | 446                           |
| Пол    | Производња и снабдевање   | Грађевинарство                | Трговина                             | Хотели и ресторани   | Саобраћај, складиштење и везе |
| Мушки  | 16                        | 85                            | 58                                   | 25                   | 51                            |
| Женски | 4                         | 6                             | 89                                   | 29                   | 9                             |
| УКУПНО | 20                        | 91                            | 147                                  | 54                   | 60                            |
| Пол    | Финансијско посредовање   | Некретнине                    | Државна управа и одбрана             | Образовање           | Здравствени и социјални рад   |
| Мушки  | 2                         | 11                            | 43                                   | 19                   | 12                            |
| Женски | 8                         | 2                             | 19                                   | 32                   | 54                            |
| УКУПНО | 10                        | 13                            | 62                                   | 51                   | 66                            |
| Пол    | Остале услужне активности | Приватна домаћинства          | Екстериторијалне организације и тела | Непознато            | Непознато                     |
| Мушки  | 14                        | 1                             | 0                                    | 20                   | 20                            |
| Женски | 6                         | 0                             | 0                                    | 10                   | 10                            |
| УКУПНО | 20                        | 1                             | 0                                    | 30                   | 30                            |

### Галерија
- Водоторањ у Ечки
- Замак Ечка, саграђен 1820.
- Главна улица
- Румунска православна црква
- Улаз у католичко гробље
- Католичка црква
- Српска православна црква, саграђена 1711.